# Paralelo 89 sur
El Paralelo 89 Sur es un paralelo que está 89 grados al sur del plano ecuatorial de la Tierra.

## Dimensiones
Conforme el sistema geodésico WGS 84, en el nivel de latitud 89° Sur, un grado de longitud equivale a 1,949 km; la extensión total del paralelo es por lo tanto 702 km, cerca de 1,75% de la extensión del ecuador, del cual ese paralelo dista 9.890 km, distando 112 km del polo sur.

## Cruzamientos
Como todos los paralelos al sur del Paralelo 84 sur, el paralelo 89 sur atraviesa íntegramente el territorio de la Antártida.